# 17058 Rocknroll
17058 Rocknroll è un asteroide della fascia principale. Scoperto nel 1999, presenta un'orbita caratterizzata da un semiasse maggiore pari a 2,5751204 UA e da un'eccentricità di 0,0705406, inclinata di 14,95491° rispetto all'eclittica.